# Cyathophorum adiantum
Cyathophorum adiantum är en bladmossart som beskrevs av Mitten 1859. Cyathophorum adiantum ingår i släktet Cyathophorum och familjen Hookeriaceae. Inga underarter finns listade i Catalogue of Life.